# Livre de prières de Rothschild
Le Livre de prières de Rothschild est un livre d'heures manuscrit enluminé datant des années 1510-1520 aujourd'hui dans une collection particulière. Il a été exécuté par les plus célèbres enlumineurs de l'école ganto-brugeoise : Gerard Horenbout, Gérard David, Alexander Bening, Simon Bening. Un temps conservé dans la famille Rothschild, il est saisi à l'occasion de l'Anschluss en Autriche et se retrouve conservé au sein de la Bibliothèque nationale autrichienne. Il est restitué à la famille en 1999.

## Historique
Aucun indice ne permet d'identifier le commanditaire du manuscrit : aucun portrait, aucun blason. Au XVIe siècle, le manuscrit appartient à la famille de Wittelsbach : la reliure comporte le lion rampant du Comte palatin et les armes de la Bavière. Selon Ernst Trenkler, le manuscrit aurait appartenu à Ernest de Bavière (1554-1612) puis se serait trouvé inclus dans la Bibliothèque palatine de Heidelberg, mais rien ne permet de le prouver.
Le manuscrit ne réapparait qu'au XIXe siècle : il est acquis sans doute à la fin des années 1860 par Anselm von Rothschild de Vienne qui s'intéresse alors à la peinture flamande et aux manuscrits de la même origine. Il a acquis par ailleurs le livre de prières d'Albert de Brandebourg ou les Heures de Jeanne Ire de Castille. L'ouvrage est inventorié au numéro 597 du catalogue du collectionneur établi en 1871. Son fils Nathaniel Anselm von Rothschild (en) hérite du manuscrit en 1874. Il est conservé au Palais Nathaniel Rothschild (en) à Vienne et se trouve évalué à 150 000 couronnes en 1906. Son fis Alphonse (1878-1942) en hérite à son tour avec sa propriété viennoise.
À l'occasion de l'Anschluss en 1938, son palais est saisi par les Nazis avec l'ensemble des collections qui s'y trouvent. Les collections Rothschild sont envoyées grossir les collections personnelles du Führer. Les troupes alliées les retrouvent à la fin de la guerre dans les mines de sel d'Altaussee. La famille ne parvient cependant pas à récupérer la totalité de sa collection : l'État autrichien la force à lui céder un tiers de ses œuvres, dont le manuscrit, en échange de l'autorisation d'emporter le reste à l'étranger. Le livre d'heures est alors incorporé dans les collections de la Bibliothèque nationale autrichienne (Cod.Vindob. Series Nova 2844). À la suite de pressions diplomatiques internationales, l'Autriche finit par faire voter une loi en 1998 sur la restitution des œuvres d'art saisies par les Nazis. Le manuscrit est finalement restitué en 1999 à Bettina Looram, la fille d'Alphonse de Rothschild. L'ensemble des collections récupérées est revendu aux enchères chez Christie's à Londres en juillet 1999 et le livre d'heures est vendu 8,5 millions de livres, prix record à l'époque pour un livre enluminé. Il est acquis par un collectionneur européen début 2013 pour la somme record de 13,3 millions de dollars US. Une nouvelle vente aux enchères est organisée au profit du nouveau propriétaire le 29 janvier 2014 à New York et l'ouvrage est alors évalué entre 12 et 18 millions de dollars. Il est acquis par le milliardaire australien Kerry Stokes pour la somme de 13,6 millions de dollars, ce qui en fait le manuscrit enluminé le plus cher du monde à cette date. Il fait l'objet d'une exposition en 2015 à la National Library of Australia.

## Description
Bien qu'appelé livre de prières, le manuscrit est un livre d'heures à l'usage de Rome. Il contient :
- 12 pages de calendrier avec une bordure contenu un décor architectural supportant de petites scènes et une miniature de bas-de-page représentant les travaux des champs pour chaque mois.
- 67 miniatures en pleine page avec une bordure s'étendant sur la page située en face
- 5 petites miniatures incluses dans des bordures décorées
- 2 autres pages décorées dans les marges

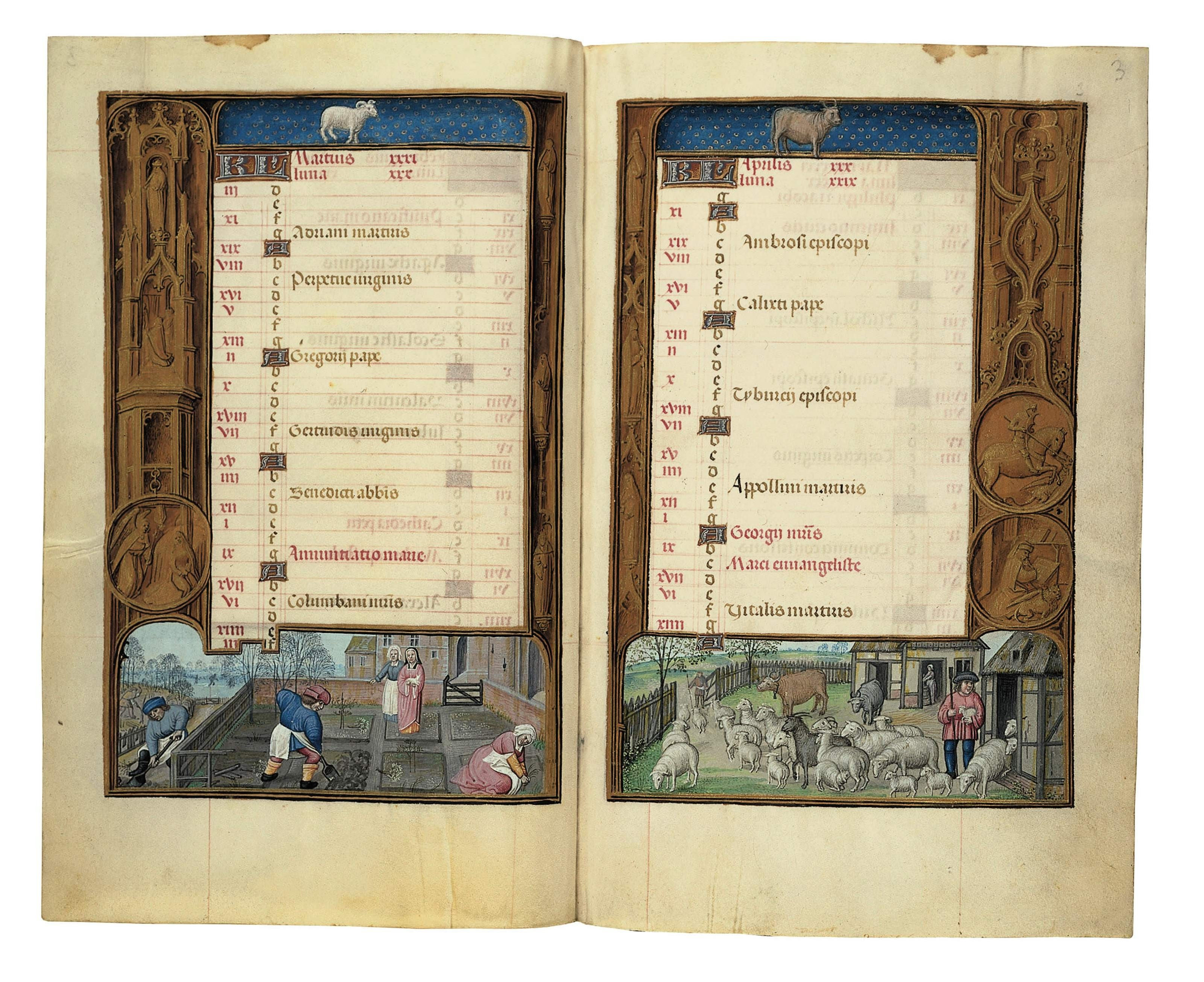
Pages des mois de mars et avril
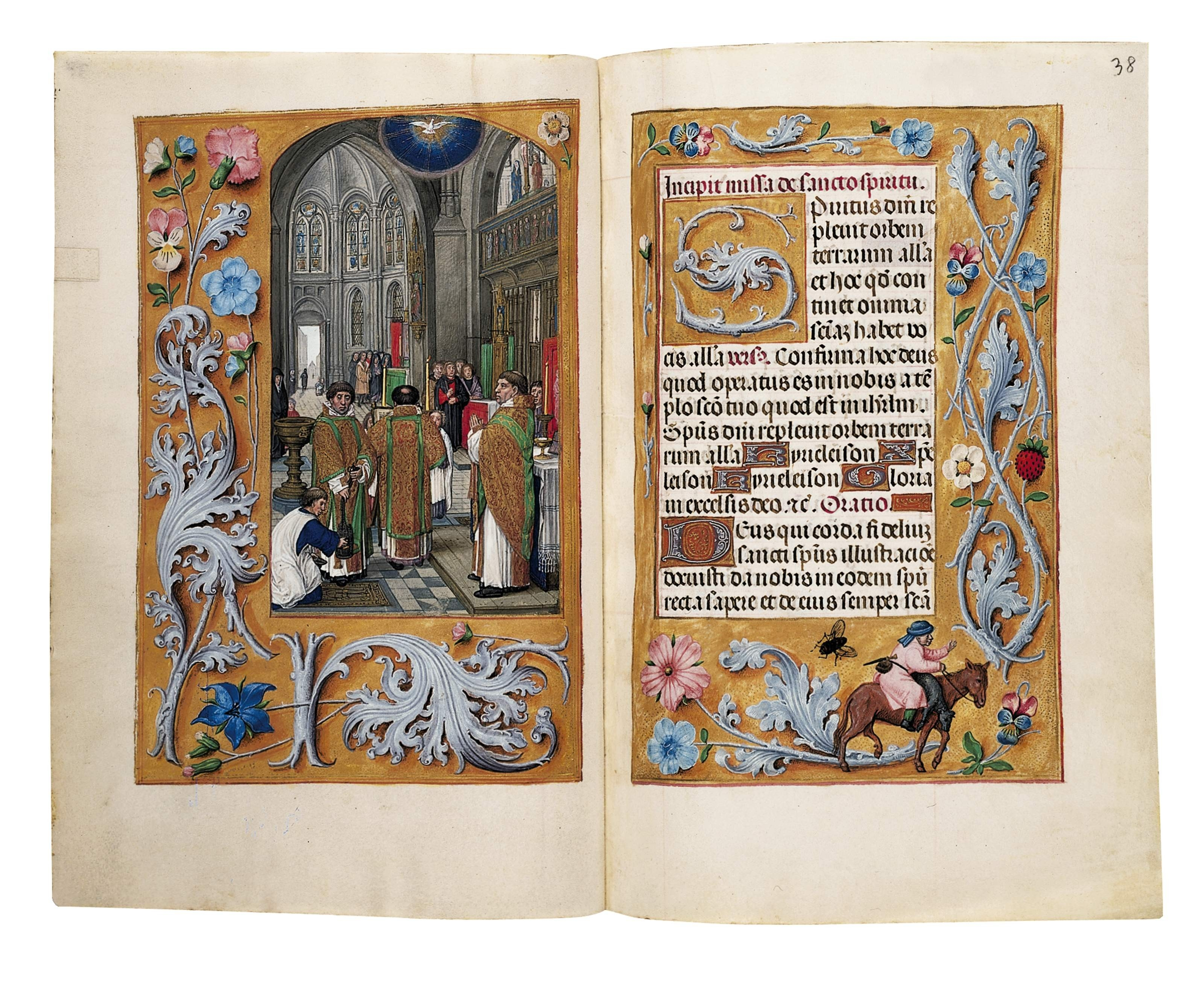
Une messe dans une église, f.37v-38r
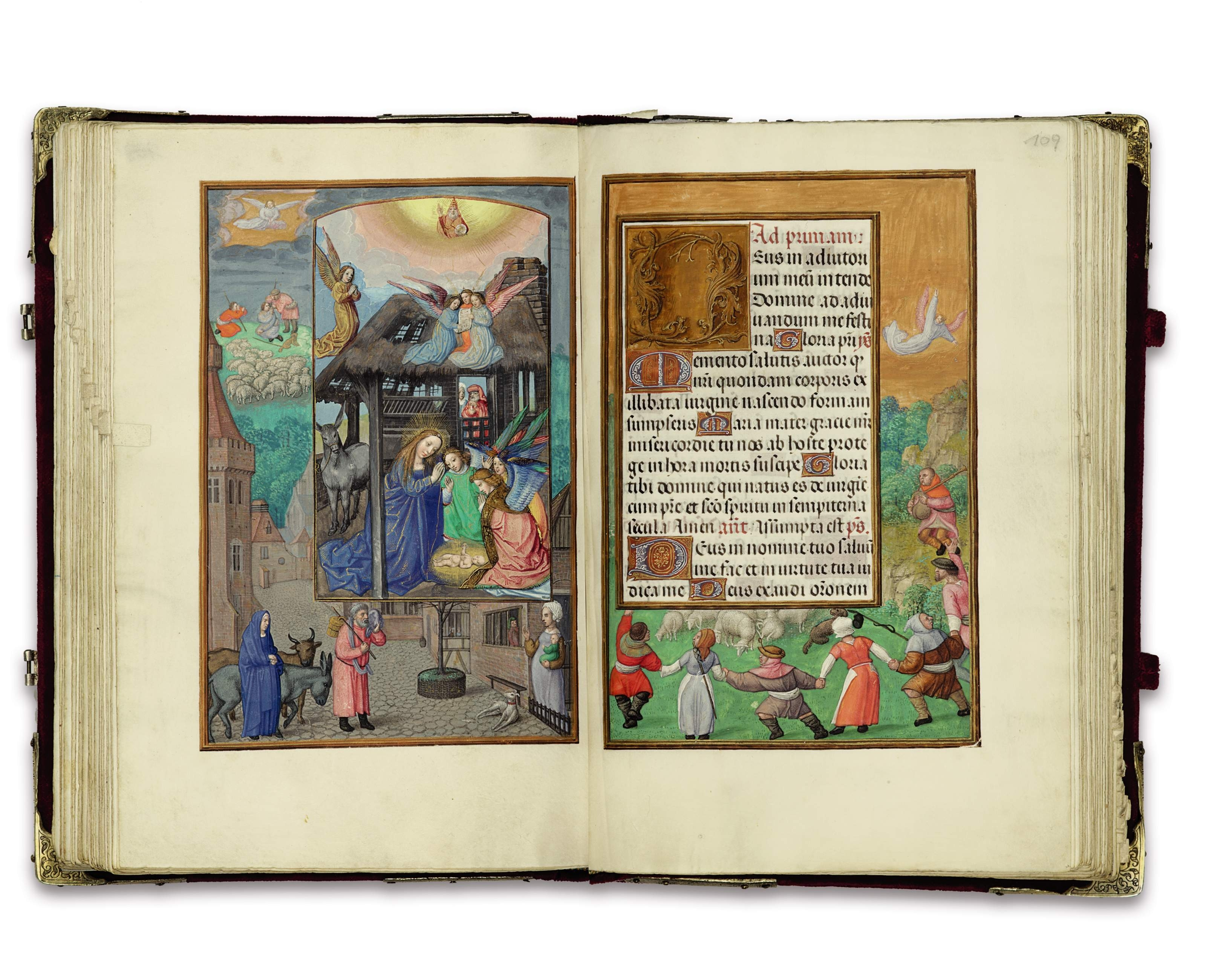
La nativité, f.108v-109r
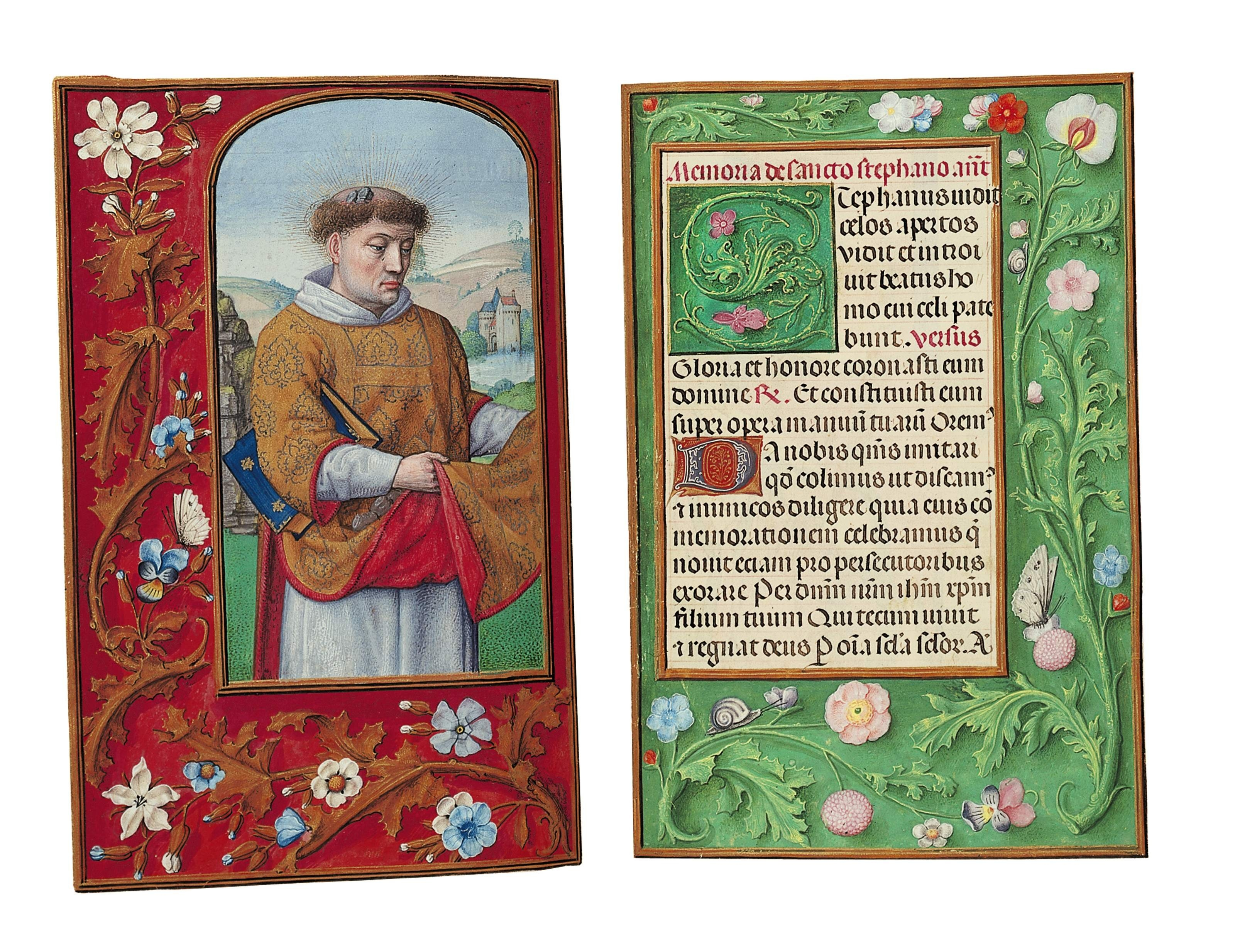
Suffrage de saint Étienne

## Attribution des miniatures
Sur la base de comparaison stylistiques, plusieurs mains ont été identifiées dans les illustrations du livre :
- Le maître de Jacques IV d'Écosse, généralement identifié à Gerard Horenbout, a peint les miniatures des heures et messes pour les jours de la semaine (f.10v-79), ainsi que les miniatures introduisant les heures de la Vierge et les heures des morts
- le maître du Premier livre de prières de Maximilien, généralement identifié à Alexander Bening, a peint plusieurs miniatures dont une partie des suffrages : les évangélistes (f.206v), Suzanne et les vieillards (f.234v), saint Jérôme (f.221v). Il est aussi l'auteur de bordure historiées. Plusieurs d'entre elles sont inspirées de celles qu'il a déjà réalisée dans les Heures de Jacques IV d'Écosse.
- Simon Bening, fils du précédent, se voit attribuer quelques miniatures dont La Vision de saint Bernard (f.245v) et Le miracle de la mule de saint Antoine de Padoue (f.240v)
- Gérard David est sans doute l'auteur de la miniature de la Vierge à l'Enfant sur un croissant de lune (f.197v), ainsi que des portraits de sainte Catherine (f.228v) et sainte Claire (f.230v).
- le Maître des Livres de prières vers 1500 s'est vu attribuer plusieurs miniatures des heures des jours de la semaine ainsi que des scènes de l'enfance du Christ illustrant l'office de la Vierge (dont la Nativité, f.108v-109r).